# Az Európai Unió Szellemi Tulajdoni Hivatala

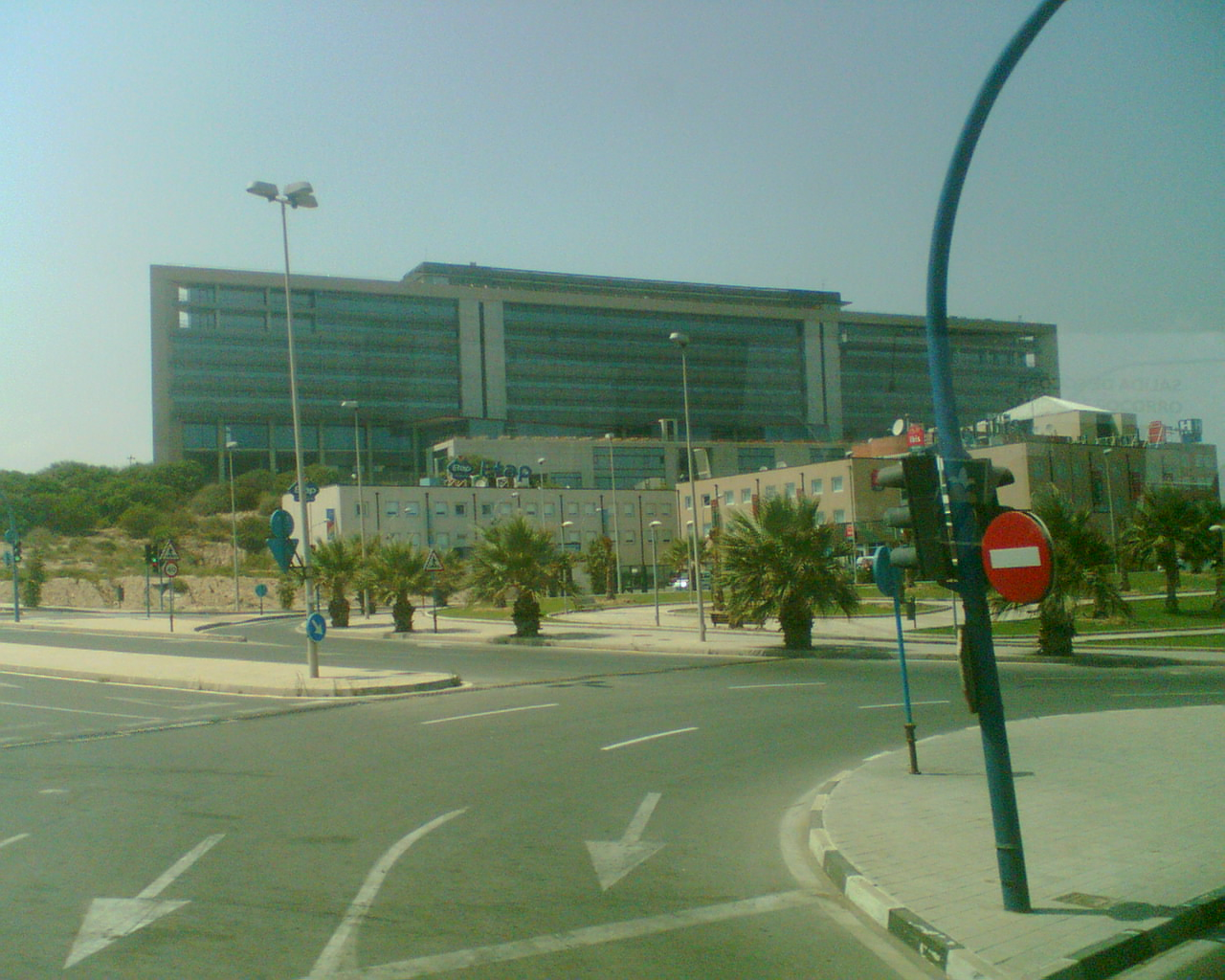
Székháza Alicantéban, a tenger felől nézve.

Az Európai Unió Szellemi Tulajdoni Hivatala (angol rövidítése: EUIPO, magyar rövidítése: EUSZTH) az Európai Unió szakosított intézménye, amely a valamennyi tagállamra kiterjedő közösségi védjegyek (CTM) illetve közösségi formatervezési minták lajstromozását végzi, bejelentés alapján. 
A bejelentések évente százezret meghaladó nagyságrendjéből láthatóan igen sikeres és jelentős bevétellel rendelkező intézmény. Saját bevételeiből gazdálkodik. [forrás?]

## Székhelye
Székhelye: Spanyolország, Alicante, Avenida de Europa 4.

## Története
Neve eredetileg Belső Piaci Harmonizációs Hivatal volt. 1994-ben alapították. Működését 1996-ban kezdte meg. Kezdettől fogva az Európai Unió szakosított intézménye volt, amely a valamennyi  tagállamra kiterjedő közösségi védjegyek (CTM) illetve közösségi formatervezési minták lajstromozását végzi, bejelentés alapján.
2011 októberében ünnepelték a Hivatalhoz benyújtott egymilliomodik védjegybejelentést.
2014-ben ünnepelte alapításának 20. évfordulóját.
2016. március 23.-tól a „Belső Piaci Harmonizációs Hivatal (védjegyek és formatervezési minták)” elnevezés helyébe „Az Európai Unió Szellemi Tulajdoni Hivatala” (magyar rövidítése: EUSZTH) elnevezés, míg a „közösségi védjegy” kifejezés helyébe az „európai uniós védjegy” kifejezés lépett.

2019 júniusában bejelentették, hogy megérkezett a Hivatalhoz a 2.000.000-ik európai uniós védjegybejelentés.

## Vezetői
A BPHH elnöki tisztségét elsőként Jean-Claude Combaldieu, ezt követően a holland Wubbo de Boer töltötte be.
Az Európai Unió Tanácsának 2010. május 25-i határozata értelmében 2010. október 1-jétől a Hivatal  elnöke António-Serge de Pinho Campinos, a Portugál Szellemi Tulajdonvédelmi Intézet volt elnöke, a BPHH Igazgatótanácsának adigi elnöke, míg 2010. november 1-jétől az elnökhelyettesi posztot a belga Christian Archambeau töltötte be. 
2016. március 23-tól, a hivatal névváltozásával egyidejűleg, a Hivatal elnökének tisztsége "az EUSZTH ügyvezető igazgatója" megnevezésre változott.
Ezt a tisztséget 2017. március 23-tól 2018-ig António-Serge de Pinho Campinos töltötte be.
2018-tól az EUIPO ügyvezető igazgatója Christian Archambeau.

## Az igazgatótanács
Az EUSZTH (korábbana  BPHH) igazgatótanácsa a tagállamok és az Európai Bizottság egy-egy képviselőjéből, valamint azok helyetteseiből áll. Az igazgatótanács tanácsadói és véleményezési jogkörrel rendelkezik. Összeállítja az EUSZTH vezető tisztviselő-jelöltjeinek listáját, az EUSZTH hatáskörébe tartozó ügyekben tanácsot ad a Hivatal elnöke részére, továbbá véleményezi az EUSZTH általi vizsgálatra vonatkozó iránymutatásokat. Az Igazgatótanács a Hivatal elnöke és az Európai Bizottság számára véleményt adhat, illetve tőlük tájékoztatást kérhet.

Az Igazgatótanács 2011. január 1-jétől 3 évi időtartamra Ficsor Mihályt, a Szellemi Tulajdon Nemzeti Hivatalának elnökhelyettesét választotta elnöknek. A három évre szóló mandátum leteltével az igazgatótanács a 2013. november 19-én, Alicantéban megtartott 41. ülésén ismét őt választotta meg elnökéül. Újabb megbízatása 2014. január 1-jétől kezdődően 3 évre szólt.

## A közösségi védjegyrendszer módosítása
2015. december 24-én jelent meg a közösségi védjegyrendelet módosított végrehajtási rendelete, amely két lépcsőben, 2016. március 23-án és október 1-jén lépett hatályba.
A preambulum (2) bekezdése két terminológiai változtatást tartalmaz: „A lisszaboni szerződés hatálybalépésének következtében aktualizálni kell a 207/2009/EK rendelet terminológiáját. Ennek keretében a „közösségi védjegy” kifejezés helyébe az „európai uniós védjegy” kifejezés lép. A „Belső Piaci Harmonizációs Hivatal (védjegyek és formatervezési minták)” elnevezés helyébe „Az Európai Unió Szellemi Tulajdonjogi Hivatala” elnevezés ... lép, hogy megfelelőbben tükrözze a Hivatal által ténylegesen végzett munkát.”

## Rendkívüli határidő-hosszabbítás 2020-ban
Az EUIPO ügyvezető igazgatója, hivatkozással arra, hogy a WHO pandémiának minősítette a COVID–19 járványt, 2020. március 16-án közleményben hozta nyilvánosságra, hogy a fentiekre tekintettel valamennyi, 2020. március 9-e és 2020. április 30-a között lejáró határidőt úgy tekintetteek, minthaazok 2020. május 1-jén jártak volna le.